# HD61622
HD61622 — хімічно пекулярна зоря спектрального класу
B9 й має видиму зоряну величину в смузі V приблизно  8,6.

## Пекулярний хімічний склад
Зоряна атмосфера HD61622 має підвищений вміст 
Si
.